# Bán đảo Peninsula
Bán đảo (tiếng Hàn: 반도; Hanja: 半島; Romaja: Bando; tựa tiếng Anh: Peninsula; phát hành ở thị trường Hoa Kỳ với tựa đề Train to Busan Presents: Peninsula) là một bộ phim hành động kinh dị sinh tồn mang chủ đề thây ma với bối cảnh hậu tận thế của Hàn Quốc ra mắt khán giả trong năm 2020, được viết kịch bản và đạo diễn bởi Yeon Sang-ho. Bộ phim có sự tham gia của dàn diễn viên: Kang Dong-won, Lee Jung-hyun và Lee Re,... Tác phẩm đã được chọn để công chiếu tại Liên hoan phim Cannes 2020. Đây là phần tiếp theo của bộ phim Chuyến tàu sinh tử năm 2016.

## Nội dung phim
Phim lấy bối cảnh 4 năm sau đại thảm họa ở Busan nhưng mở đầu bằng cảnh nhân vật chính là Đại úy Thủy quân lục chiến trực thuộc Lực lượng liên quân Mỹ-Hàn (USFK) Han Jung-seok đang lái xe đưa gia đình chị gái đến bến cảng, chính phủ và đất nước Hàn Quốc hiện đang trên đà sụp đổ hoàn toàn vì đại dịch thây ma và đây là chuyến tàu cuối cùng của quân đội dành cho người tị nạn. Trên đường đi Jung-seok gặp Min-jung - một người mẹ cầu xin anh cứu giúp gia đình mình, nhưng vì lo sợ gia đình kia bị nhiễm bệnh cũng như trễ giờ lên tàu nên anh đã quyết định bỏ mặc họ.
Jung-seok đưa gia đình chị gái lên tàu tị nạn đến Nhật Bản nhưng sau đó con tàu bất ngờ chuyển hướng sang Hồng Kông vì chính phủ Nhật không thể nhận thêm người tị nạn. Bất ngờ, đúng căn phòng nơi chị gái và cháu trai của Jung-seok đang ở có một người bị nhiễm bệnh và biến thành thây ma. Jung-seok đến kiểm tra thì phát hiện ra cháu trai đã bị nhiễm bệnh và bên cạnh là chị gái đang la khóc vì con, Jung-seok và anh rể Goo Chul-min muốn cứu lấy chị gái nhưng không thành công. Cuối cùng, chị gái và cháu trai anh đều bỏ mạng. Đây là sự kiện trong năm 2016, diễn ra cùng thời điểm với phim Chuyến tàu sinh tử.
Sau 4 năm phiêu bạt thì Jung-seok giờ đây (năm 2020) đang sống chui lủi trong một khu phố ổ chuột ở Hồng Kông, anh cùng cộng đồng người Hàn Quốc bị xã hội sợ hãi, coi thường và né tránh. Một ngày nọ, có băng đảng thuộc Hội Tam Hoàng đến tìm Jung-seok, chúng đề nghị anh, anh rể Chul-min và hai người Hàn Quốc khác thực hiện một nhiệm vụ nguy hiểm, với số tiền thưởng lên đến 2,5 triệu đôla Mỹ cho mỗi người nếu nhóm của anh sống sót trở về cùng với chiếc xe tải chở tiền hiện đang bị bỏ lại tại bán đảo Triều Tiên. Jung-seok đồng ý vì muốn có cuộc sống tốt đẹp hơn. Nhóm của Jung-seok trở lại quê hương - nay chỉ còn là một bán đảo bị cô lập hoàn toàn với thế giới bên ngoài, một vùng đất chết với khung cảnh hoang tàn đổ nát, xung quanh đâu đâu cũng là thây ma. Lợi dụng điểm yếu của bọn thây ma là không thể nhìn trong bóng đêm, nhân lúc trời tối, nhóm của Jung-seok tìm được chiếc xe tải chở tiền và nhanh chóng quay lại bến cảng, nhưng không may băng cướp 631 - dưới sự chỉ huy của Đại ca Hwang - đã phát hiện ra và cản trở kế hoạch của nhóm. Hai người thuộc nhóm Jung-seok thiệt mạng trong lúc tháo chạy, anh rể Chul-min sống sót và trốn trong thùng xe. Jung-seok may mắn được hai cô bé Joon-yi và Yoo-jin (hai con gái của Min-jung, người phụ nữ bị anh bỏ mặc 4 năm trước) cứu thoát. Anh gặp gia đình Min-jung, biết được chồng cô đã mất và hiện cô đang cố gắng sinh tồn trong thành phố cùng hai con gái và ông Kim - bố cô và cũng là cựu quân nhân ngày ngày chăm chỉ gửi tín hiệu cầu cứu bằng các thiết bị dò sóng cũ kỹ.
Chiếc xe tải chở tiền được băng cướp đem về sào huyệt, Chul-min bị bắt làm tù nhân, đưa ra đấu trường thây ma để làm trò tiêu khiển mua vui cho băng cướp, trong lúc hoảng loạn vật lộn, điện thoại của anh rơi ra. Một thủ lĩnh khác của băng 631 có biệt danh "Sếp Seo" cùng trợ lý của hắn kiểm tra điện thoại và biết được nhiệm vụ của nhóm Jung-seok, hắn nổi lòng tham, muốn kiếm tiền cũng như thoát khỏi bán đảo. Seo thỏa thuận lại với băng đảng Hồng Kông, lên kế hoạch lừa đồng bọn của mình và định sẽ cùng tên trợ lý tẩu thoát. Tuy nhiên, kế hoạch chưa kịp diễn ra thì Jung-seok và Min-jung - cũng có kế hoạch tương tự - tấn công vào sào huyệt của băng cướp. Bọn cướp phát hiện ra, chúng truy sát nhóm Jung-seok nhưng thất bại. Từng chiếc xe của bọn cướp bị hạ gục, riêng xe của Hwang bị bọn thây ma bao vây không còn đường thoát. Nhóm Jung-seok đã trốn thoát cùng xe tải tiền nhưng Chul-min thiệt mạng.
Ra đến bến cảng, trời bắt đầu sáng, nhóm Jung-seok chuẩn bị lên tàu thì Seo bất ngờ xuất hiện ngăn lại, hắn khống chế Joon-yi, bắn chết ông Kim, làm Min-jung bị thương và cướp xe tải tiền. Seo lên tàu thành công, giao xe tải cho băng đảng Hồng Kông nhưng bị bọn này lật lọng và thủ tiêu. Trong lúc hấp hối, Seo cho lùi chiếc xe tải để không cho cửa tàu đóng lại, bọn thây ma tràn vào tàu, toàn bộ băng đảng Hồng Kông bỏ mạng.
Trong lúc Jung-seok và gia đình Min-jung tưởng chừng đã hết hi vọng thì Thiếu tá Jane - sĩ quan thuộc Lực lượng gìn giữ hòa bình của Liên Hợp Quốc, người bạn cũ mà ông Kim vẫn cố gắng liên lạc - nhận được tín hiệu cầu cứu. Trực thăng cứu hộ của Jane đáp xuống, nhưng bọn thây ma đang tiến về phía họ, Min-jung bị thương ở chân nên quyết định ở lại, cô chấp nhận hi sinh để câu giờ cho mọi người được an toàn rời khỏi bán đảo. Jung-seok - giờ đây là một con người khác hoàn toàn so với 4 năm trước - đã không để Min-jung làm vậy, anh liều mình quay lại cứu Min-jung thoát khỏi vòng vây thây ma, đưa cô lên trực thăng, đoàn tụ với Joon-yi và Yoo-jin. Cảnh kết phim là giọt nước mắt vui mừng của những người sống sót.

## Diễn viên
- Kang Dong-won vai Han Jung-seok
- Lee Jung-hyun vai Min-jung
- Kim Do-yoon vai Goo Chul-min, anh rể Jung-seok
- Lee Re vai Joon-yi, con gái lớn của Min-jung
- Lee Ye-won vai Yoo-jin, con gái nhỏ của Min-jung
- Kwon Hae-hyo vai ông Kim, cựu quân nhân, sống cùng gia đình Min-jung
- Koo Kyo-hwan vai Seo Dae-wi - Sếp Seo - Lãnh đạo của băng cướp 631
- Kim Kyu-baek vai Trợ lý Kim, cấp dưới của sếp Seo
- Kim Min-jae vai Đại ca Hwang - Thủ lĩnh của băng cướp 631
- Jang So-yeon vai chị gái Jung-seok
- Moon Woo-jin vai Dong-hwan, cháu của Jung-seok
- Bella Rahim vai Thiếu tá Jane, bạn cũ của ông Kim

## Phát hành & đón nhận

### Thị trường châu Á
Tại châu Á, mặc dù chịu tác động nặng nề của đại dịch COVID-19, bộ phim vẫn được cho phát hành; vào những thời điểm khác nhau với triển vọng thành công khác nhau. Nhật Bản, Đài Loan, Hồng Kông, Singapore, Malaysia, Thái Lan, Philippines, Indonesia, Lào và Việt Nam là những thị trường nơi Bán Đảo (Peninsula) khởi chiếu sớm và gặt hát được nhiều thành công. Cụ thể, tại Đài Loan, phim thu về 800.000 USD trong ngày đầu tiên, vượt kỷ lục của phần một, doanh thu tăng lên mức 10 triệu USD trong những ngày tiếp theo. Ở Singapore, phim thu gần 105.000 USD ngay sau khi các cụm rạp tại quốc gia này chỉ vừa mở cửa trở lại, con số sau đó tiếp tục tăng lên mức 1.5 triệu. Tại Lào, phim dẫn đầu doanh thu phòng vé. Tại Việt Nam, phim đạt doanh thu 83 tỷ đồng, liên tiếp dẫn đầu doanh thu suốt ba tuần ra mắt, xô đổ nhiều kỷ lục của phim Hàn tại Việt Nam như: Lượng đặt vé trước cao nhất (20.000 vé), doanh thu chiếu sớm (6 tỷ đồng với gần 70.000 vé) và đạt một triệu USD nhanh nhất (ba ngày),... Tác phẩm thậm chí còn vượt qua cả Parasite để trở thành phim Hàn Quốc ăn khách nhất mọi thời tại thị trường Việt Nam.

### Thị trường Hàn Quốc
Mặc dù ra mắt trong khi quê nhà đang chịu ảnh hưởng từ đại dịch COVID-19, nhưng phim vẫn gặt hái được nhiều thành công, theo thông tin từ Hội đồng Điện ảnh Hàn Quốc; vào chiều ngày 21/07/2020, Bán đảo đã chính thức vượt qua cột mốc 2 triệu vé chỉ sau 7 ngày ra mắt, cụ thể, tính đến 14:13 (KST), bộ phim đã tích lũy được tổng cộng 2.000.908 vé, nghĩa là chỉ mất chưa đến 7 ngày để đạt được cột mốc quan trọng này.

### Thị trường quốc tế
Sau khi ra mắt tại Hàn Quốc từ ngày 15 tháng 07 và ở các quốc gia châu Á khác sau đó, Bán Đảo vượt qua mốc 20 triệu USD. Bộ phim dễ dàng hòa vốn lại ngân sách sản xuất 16 triệu USD. Sang tháng 8/2020, phim ra mắt tại các thị trường còn lại trên toàn thế giới như châu Mỹ, châu Âu, Bắc Phi, Nam Á, Trung Á và Trung Đông. Phim được cấp phép chiếu tại 185 quốc gia và vùng lãnh thổ trên toàn cầu, tuy nhiên, chưa dừng lại ở đó, nhà sản xuất dự kiến con số có thể tăng lên mức 190 nếu tình hình dịch bệnh được cải thiện.